# Heidi Maria Renoth
Heidi Maria Renoth, née le 22 février 1978 à Berchtesgaden, est une snowboardeuse allemande spécialiste du slalom géant. Elle est notamment médaillée d'argent aux Jeux olympiques d'hiver de 1998 et championne du monde en 1997.

## Palmarès
- Championne du monde lors des Championnats du monde 1997 à San Candido ( Italie)
- Médaillé d'argent olympique lors des Jeux olympiques d'hiver de 1998 à Nagano ( Japon)
- Troisième mondiale lors des Championnats du monde 2003 à  Kreischberg ( Autriche)